# 小行星7356
小行星7356（7356 Casagrande）是一颗绕太阳运转的小行星，为主小行星带小行星。该小行星于1995年9月27日发现。

## 轨道参数
小行星7356的轨道半长轴为2.6143601 UA，离心率为0.136。